# Medgar Evers

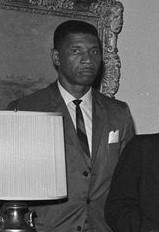
Medgar Evers (1961)

Medgar Wiley Evers (* 2. Juli 1925 in Decatur, Mississippi; † 12. Juni 1963 in Jackson, Mississippi) war ein US-amerikanischer Bürgerrechtsaktivist.
Die Affäre Medgar Evers ist eines der prominentesten Ereignisse während der Beendigung der US-amerikanischen Rassentrennung in den 1960er Jahren: Nachdem der schwarze Bürgerrechtsaktivist 1963 in Mississippi ermordet worden war, blieb sein Mörder durch zwei parteiische Gerichtsprozesse straffrei, bis er schließlich 1994, mehr als dreißig Jahre nach der Tat, verurteilt und bestraft wurde.

## Leben

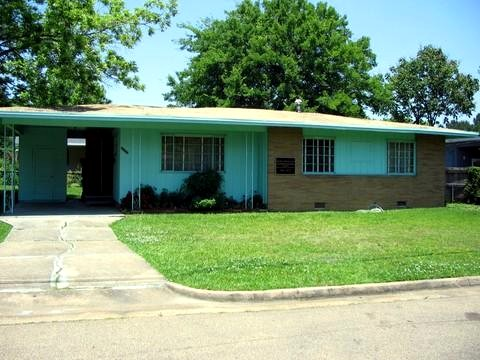
Haus mit der Einfahrt, in der Evers erschossen wurde

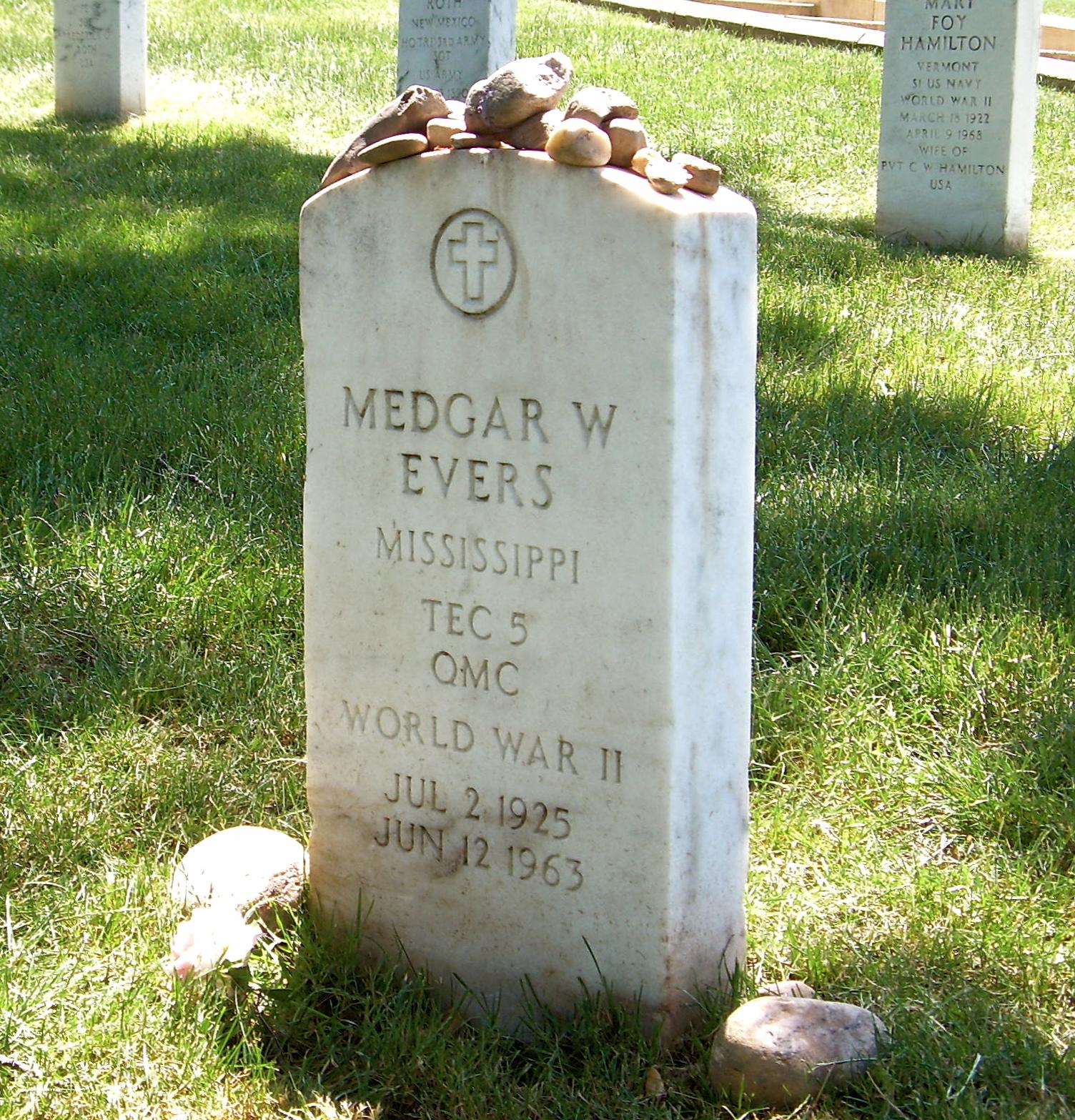
Medgar Evers’ Grab auf dem Nationalfriedhof Arlington

Statue hinter der „Medgar Evers Boulevard Bibliothek“ in Jackson, Mississippi

Evers besuchte in seinem Geburtsort die Schule. 1943 wurde er zum Kriegsdienst eingezogen und kämpfte in der Schlacht um die Normandie. Zurückgekehrt in die Heimat erkannte er, dass er dort wegen seiner Hautfarbe nicht in Freiheit leben konnte. Unter anderem wurden er und fünf Freunde mit Waffengewalt daran gehindert, an einer Gemeindewahl teilzunehmen.
Trotz seiner Abneigung gegen eine solche Behandlung schrieb sich Evers an der Alcorn State Universität für Betriebswirtschaftslehre ein. Daneben war er Mitglied des Schulfootballteams, des Leichtathletikteams, des Debattierteams, sang im Schulchor und war außerdem Sprecher der Junior-class.
Er heiratete am 24. Dezember 1951  Myrlie Beasley, die er vom Studium her kannte und vollendete seine Abschlussarbeit im folgenden Jahr. Das Paar zog nach Mound Bayoun, Mississippi, wo er von T. R. M. Howard als Versicherungsvertreter für seine Lebensversicherungsgesellschaft eingestellt wurde. Howard war außerdem Präsident des Regional Council of Negro Leadership (RCNL), einer Bürgerrechts- und Selbsthilfeorganisation. Die Einbindung in der RCNL gab Evers das entscheidende Training in Aktivismus. Er half den Boykott der RCNL gegen Tankstellen, die Schwarzen die Benutzung ihrer Toiletten verweigerten, zu organisieren. Die Boykotteure verteilten Stoßstangenaufkleber mit der Aufschrift “Don’t Buy Gas Where You Can’t Use the Restroom” („Kauft kein Benzin, wo ihr die Toiletten nicht benutzen dürft“). Gemeinsam mit seinem Bruder, Charles Evers, besuchte er zwischen 1952 und 1954 die jährlichen RCNL-Konferenzen in Mound Bayou, zu denen zehntausende Menschen kamen.
Evers bewarb sich im Februar 1954 an der nun die Rassentrennung praktizierenden juristischen Fakultät der Universität von Mississippi. Als seine Bewerbung abgelehnt wurde, wurde Evers zum Anführer einer Kampagne der National Association for the Advancement of Colored People (NAACP) zur Aufhebung der Rassentrennung an der Fakultät, welche vom U. S. Supreme Court unterstützt wurde, der im Fall Brown vs. Board of Education of Topeka entschieden hatte, dass die Rassentrennung verfassungswidrig sei. Im Dezember desselben Jahres wurde Evers erster Vorsitzender der NAACP in Mississippi.
Nachdem er nach Jackson umgezogen war, nahm er an einem Boykott gegen weiße Händler teil und war außerdem bei der Desegregation der Universität von Mississippi behilflich, als diese 1962 gezwungen wurde, James Meredith zu immatrikulieren.
In den Wochen vor seinem Tod wurde Evers  mehrmals angegriffen. Am 28. Mai 1963 wurde ein Molotowcocktail auf seinen Stellplatz geworfen und fünf Tage vor seinem Tod wurde er fast von einem Auto überfahren, als er aus dem NAACP-Büro in Jackson kam.

## Der Mord
Am 12. Juni 1963 kehrte Evers von einem Treffen mit Anwälten der NAACP zurück und parkte um etwa 00:40 Uhr in seiner Einfahrt. Er wurde, als er mit T-Shirts der NAACP aus seinem Wagen stieg, von einer Kugel in den Rücken getroffen, taumelte zehn Meter, brach zusammen und starb 50 Minuten später in einem Krankenhaus.
Evers wurde unter großer Anteilnahme aus dem ganzen Land am 19. Juni auf dem Nationalfriedhof Arlington in Virginia mit militärischen Ehren vor den Augen von mehr als 3000 Trauernden beerdigt. Der ehemalige Vorsitzende des amerikanischen Veteranenkomitees, Mickey Levine, sagte bei dem Begräbnis:

“No soldier in this field has fought more courageously, more heroically than Medgar Evers.”

„Kein Soldat auf diesem Friedhof hat mutiger und heldenhafter gekämpft als Medgar Evers.“

## Erste Verfahren und Freisprüche
Am 23. Juni 1963 wurde Byron De La Beckwith, ein Vertreter für Düngemittel und Mitglied des White Citizens Council, wegen des Mordes an Medgar Evers verhaftet.
Im Verlauf seines ersten Prozesses 1964 wurde De La Beckwith vom Gouverneur von Mississippi, Ross Barnett, und einmal vom Generalmajor der Armee, Edwin A. Walker, besucht. Ausschließlich weiße Geschworene verhinderten zweimal in diesem Jahr den Schuldspruch De La Beckwiths – zwar sprachen sich einige Geschworene für die Verurteilung aus, in einem Jury-System ist aber Einstimmigkeit für einen Schuldspruch nötig.
Infolge dieser Ereignisse schrieb Bob Dylan den Song Only a Pawn in their Game über Evers und seinen Mörder. Nina Simone schrieb Mississippi Goddamn. Phil Ochs schrieb die Songs Too many Martyrs und Another country als Antwort auf den Mord und erwähnte Evers in dem Song Love me I am Liberal.
Evers’ Erbe wurde auf verschiedene Arten erhalten. 1970 wurde das Medgar Evers College als Teil der Universität von New York in Brooklyn, NY gegründet. In Jackson (Mississippi) wurde der „Medgar Evers Boulevard“ nach ihm benannt. Ebenso trägt der Flughafen Jackson-Evers International Airport in Jackson seinen Namen. 1983 wurde der Fernsehfilm For us the Living: The Medgar Evers Story mit Howard Rollings, Jr. gedreht. Schließlich wurde Evers in Jackson am 28. Juni 1992 mit der Errichtung einer Statue geehrt. Am 3. Mai 2024 wurde ihm von US-Präsident Joe Biden posthum die Presidential Medal of Freedom verliehen.

## Revisionsverfahren
Drei Jahrzehnte nach dem Mord wurde De La Beckwith aufgrund neuer Beweise, die aus Aussagen, die er anderen gegenüber machte, resultierten, erneut vor Gericht gestellt. Während der Verhandlung wurde Evers’ Leiche für eine Autopsie exhumiert und infolge einer Mumifizierung in erstaunlich gutem Zustand vorgefunden. De La Beckwith wurde schließlich am 5. Februar 1994, mehr als 30 Jahre nach dem Mord, verurteilt. Er legte erfolglos Berufung ein und starb 2001 im Gefängnis.

## Rezeption
- Folksänger Bob Dylan erwähnt Evers und dessen Ermordung in seinem Song Only a Pawn in their Game aus dem Jahr 1964.
- Die Folk-Sängerin Malvina Reynolds erinnert in ihrem der Freiheit gewidmeten Song It Isn’t Nice (1965) an Evers und seine Ermordung.[2]
- Der Film „Das Attentat (engl. Originaltitel: Ghosts of Mississippi)“ von 1996 erzählt die Geschichte des Prozesses von 1994.
- Evers’ Frau, Myrlie, wurde eine geachtete Aktivistin der NAACP. 2001 starb Myrlies und Medgars ältester Sohn, Darrell Kenyatta Evers, an Darmkrebs. Die beiden jüngeren Kinder sind Reena Denise und James Van.
- Am 9. Oktober 2009 benannte der Marineminister der USA, Ray Mabus, ein Versorgungsschiff der US-Navy, die USNS Medgar Evers (T-AKE-13), nach ihm.[3]
- Evers’ Ermordung wird erwähnt in dem Film The Help, wo er für Panik unter den schwarzen Hausmädchen sorgt, aber manche auch motiviert, jetzt erst recht für ihre Rechte zu kämpfen.
- Dokumentarfilm I Am Not Your Negro (Drehbuch, Regie Raoul Peck, USA 2017) nach dem unvollendeten Manuskript Baldwins Remember This House (mit vielen Filmaufnahmen von Reden Baldwins); Film über Medgar Evers (ermordet 1963), Malcolm X (ermordet 1965), Martin Luther King jr. (ermordet 1968).